# سيدني سبنسر
سيدني سبنسر (بالإنجليزية: Sidney Spencer)‏ مواليد 7 مارس 1985 في هوفر، هي لاعبة كرة سلة أمريكية. تم اختيارها من قبل فريق لوس أنجلوس سباركس خلال الدرافت. يبلغ طولها 6 قدم 3 بوصة (1.9 م).

## المسيرة الاحترافية
لعبت مع لوس أنجلوس سباركس من سنة 2007 إلى 2009، ثم لعبت مع نيويورك ليبرتي من سنة 2009 إلى 2011، ثم لعبت مع فينيكس ميركوري في سنة 2011، ثم لعبت مع كونيتيكت صن في سنة 2012.

## روابط خارجية
- سيدني سبنسر على موقع الاتحاد الوطني لكرة السلة النسائية (الإنجليزية)
- سيدني سبنسر على موقع كرة السلة الأوروبية.كوم (الإنجليزية)
- سيدني سبنسر على موقع كلية كرة السلة في سبورتس رفرنس.كوم (الإنجليزية)
- سيدني سبنسر على موقع بروبوليرز (الإنجليزية)
- سيدني سبنسر على موقع سبورتس رفرنس (الإنجليزية)